# 中华人民共和国主席令

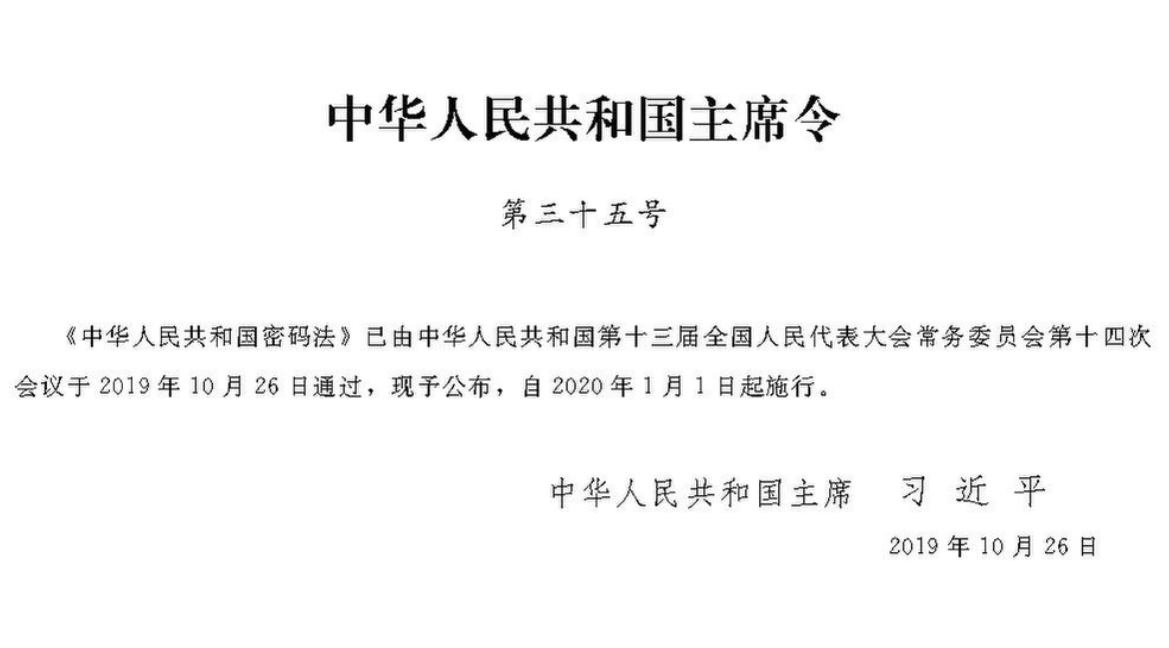
2019年10月26日习近平签署的主席令

中华人民共和国主席令是中华人民共和国主席依据《中华人民共和国宪法》第八十条的规定，根据全国人民代表大会和全国人民代表大会常务委员会的决定，颁布的用于公布法律、任免国务院组成人员、授予国家勋章或荣誉、宣布进入紧急状态、战争状态或发布特赦令、动员令的一种法令。主席令自1954年中华人民共和国行宪后开始由国家主席颁布。国家主席一度缺位和被废除，直到1982年第五届全国人民代表大会第四次会议上才被恢复。主席令被认为记录了宪法赋予国家主席的职权，也体现了中国法制建设的轨迹，具有实用价值和历史价值。目前，主席令由现任国家主席习近平颁布。

## 历史沿革
“命令（令）”是中国行政公文中最古老的文种之一，是中国唯一一种自先秦时期开始使用到当代的公文文体。1949年9月27日，中华人民共和国成立前夕，中国人民政治协商会议第一届全体会议通过《中央人民政府组织法》。9月30日，选举产生中央人民政府委员会，并选出中央人民政府主席、副主席。10月1日，中央人民政府委员会在中南海勤政殿举行第一次会议宣布中央人民政府正式履新，中央人民政府主席、副主席和委员宣布就职。之后，毛泽东就以中央人民政府主席的名义，签署了多份《中央人民政府主席令》或《中央人民政府命令》。如1950年4月30日，毛泽东主席签署中央人民政府主席令，颁布《中华人民共和国婚姻法》。1950年9月20日，中央人民政府发布《中央人民政府公布中华人民共和国国徽的命令》，确定了中华人民共和国国徽图案及说明、使用办法；毛泽东以中央人民政府主席的名义，公布了该命令（当时用繁体字书写）：
|  | 中國人民政治協商會議第一屆全國委員會第二次會議所提出的中華人民共和國國徽圖案及對該圖案的說明，業經中央人民政府委員會第八次會議通過。特公佈之。 此令。 主席 毛澤東 一九五〇年九月二十日 |

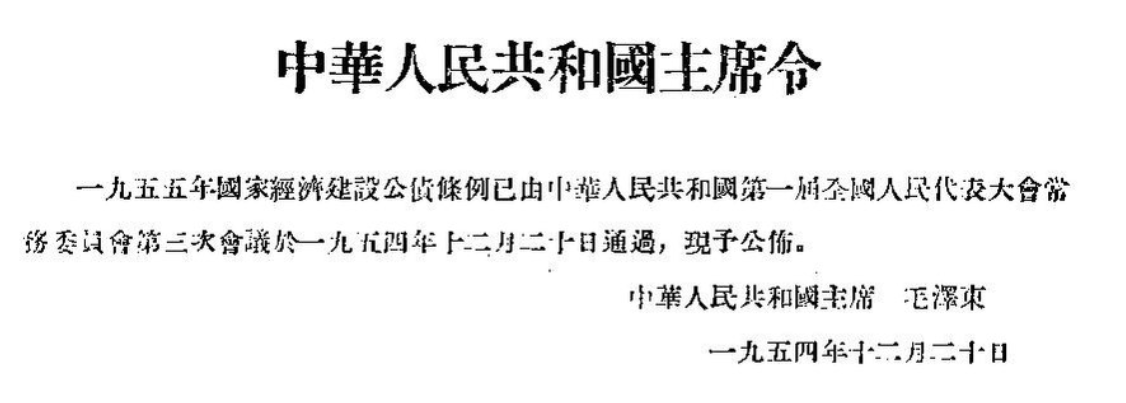
1954年12月20日毛泽东签署的一份《中华人民共和国主席令》

这一时期，人员任命则由中央人民政府委员会、政务院负责。1954年9月20日，中华人民共和国第一届全国人民代表大会第一次会议召开，会上通过《中华人民共和国宪法》（五四宪法），标志着中华人民共和国行宪。该宪法第四十条规定：
|  | 第四十条 中华人民共和国主席根据全国人民代表大会的决定和全国人民代表大会常务委员会的决定，公布法律和法令，任免国务院总理、副总理、各部部长、各委员会主任、秘书长，任免国防委员会副主席、委员，授予国家的勋章和荣誉称号，发布大赦令和特赦令，发布戒严令，宣布战争状态，发布动员令。 |

国家主席这一职位正式设立，国家主席毛泽东和刘少奇陆续颁布《中华人民共和国主席令》。1966年文化大革命爆发以后，刘少奇因为与毛泽东之间的严重分歧，被作为头号打击对象而迅速失势。在1968年的中共八届十二中全会上，刘少奇被免去党内外一切职务，开除出党；次年10月，刘少奇受迫害因病逝世。之后，国家主席的位置空缺，当时两位国家副主席宋庆龄和董必武代理主席职务，却没有以副主席的身份继任国家主席，国家主席缺位。之后掀起的主席存废之争，以1975年的《中华人民共和国宪法》（七五宪法）直接删去第二章第二节而告终，国家主席被正式废除。国家主席职位缺位和被废除时期，曾由“全国人民代表大会常务委员会令”、“全国人民代表大会常务委员会委员长令”代替国家主席令。
1982年12月4日，第五届全国人民代表大会第五次会议通过了中华人民共和国成立后的第四部《宪法》，即《八二宪法》，在国家机构一章中恢复关于中华人民共和国主席的规定，重新设置国家主席、副主席职务。虽然国家主席成为虚位元首，无权否决全国人大及其常委会的决定，但其仍然拥有颁布法律等职责，自第六届全国人民代表大会开始，主席令得以恢复。

## 授权法源
现行《中华人民共和国宪法》（1982年版）第八十条明确规定了中华人民共和国主席的职权：
|  | 第八十条 中华人民共和国主席根据全国人民代表大会的决定和全国人民代表大会常务委员会的决定，公布法律，任免国务院总理、副总理、国务委员、各部部长、各委员会主任、审计长、秘书长，授予国家的勋章和荣誉称号，发布特赦令，宣布进入紧急状态，宣布战争状态，发布动员令。 |

## 列表
| 全国人大届次   | 主席令                             | 国家主席                           | 数量                               | 起止时间                             |
| -------------- | ---------------------------------- | ---------------------------------- | ---------------------------------- | ------------------------------------ |
| 第一届         | 列表                               | 毛泽东主席                         |                                    | 1954年－1959年                       |
| 第二届         | 列表                               | 刘少奇主席                         |                                    | 1959年－1965年                       |
| 第三届         | 列表                               | 刘少奇主席                         |                                    | 1965年－1975年，实际：1965年－1968年 |
| 第四届、第五届 | 国家主席缺位和被废除，未颁布主席令 | 国家主席缺位和被废除，未颁布主席令 | 国家主席缺位和被废除，未颁布主席令 | 国家主席缺位和被废除，未颁布主席令   |
| 第六届         | 列表                               | 李先念主席                         | 65份                               | 1983年6月18日－1988年3月12日         |
| 第七届         | 列表                               | 杨尚昆主席                         | 72份                               | 1988年4月9日－1993年2月22日          |
| 第八届         | 列表                               | 江泽民主席                         | 94份                               | 1993年3月28日－1997年12月29日        |
| 第九届         | 列表                               | 江泽民主席                         | 85份                               | 1998年3月17日－2003年2月28日         |
| 第十届         | 列表                               | 胡锦涛主席                         | 87份                               | 2003年3月16日－2008年2月28日         |
| 第十一届       | 列表                               | 胡锦涛主席                         | 75份                               | 2008年3月16日－2012年12月28日        |
| 第十二届       | 列表                               | 习近平主席                         | 86份                               | 2013年3月15日－2017年12月27日        |
| 第十三届       | 列表                               | 习近平主席                         | 130份                              | 2018年3月18日－2023年2月24日         |
| 第十四届       | 列表                               | 习近平主席                         | 届期未结束                         | 2023年3月11日 -                      |